# کمال الشبلی
کمال الشبلی (انگلیسی: Kamel Chebli؛ زادهٔ ۹ مارس ۱۹۵۴) بازیکن سابق فوتبال اهل تونس است.
وی از سال ۱۹۷۶ تا ۱۹۸۵ در تیم ملی فوتبال تونس بازی انجام داده است و عضو این تیم در جام جهانی فوتبال ۱۹۷۸ بوده است.